# Scherma alla III Universiade
Il torneo di scherma della III Universiade si è svolto a Porto Alegre in Brasile nel 1963.

## Podi

### Uomini
| Evento                          | Oro          | Argento           | Bronzo                                                                                  |
| Fioretto individuale (dettagli) | Jenő Kamuti  | Zbigniew Skrudlik | Daniel Revenu                                                                           |
| Sciabola individuale (dettagli) | Tibor Pézsa  | Peter Bakonyi     | Boris Mel'nikov                                                                         |
| Spada individuale (dettagli)    | Peter Jacobs | Michel Steininger | Gianluigi Saccaro                                                                       |
| Fioretto a squadre (dettagli)   | Polonia      | Ungheria          | Unione Sovietica                                                                        |
| Sciabola a squadre (dettagli)   | Ungheria     | Unione Sovietica  | Italia Bongianni Nicola Granieri Pasquale La Ragione Gianluigi Saccaro Cesare Salvadori |
| Spada a squadre (dettagli)      | Polonia      | Ungheria          | Italia Antonio Albanese Bongianni Pavese Gianluigi Saccaro                              |

### Donne
| Evento                          | Oro          | Argento          | Bronzo              |
| Fioretto individuale (dettagli) | Heidi Schmid | Olga Szabo       | Valentina Prudskova |
| Fioretto a squadre (dettagli)   | Romania      | Unione Sovietica | Germania Ovest      |